# カワミドリ属
カワミドリ属（カワミドリぞく、学名：Agastache ）は、シソ科の属の1つ。
アニスヒソップ、ジャイアントヒソップ、アガスターシェなどの名で流通し、観賞用に栽培される。（なお、名に「〜ヒソップ」とあるが、ヒソップはシソ科ヤナギハッカ属（Hyssopus_(plant)）に属する植物であり本属（カワミドリ属）とは異なる植物である事に注意。）

## 特徴
茎が直立する多年草。葉は対生し、縁に鋸歯がある。多くは茎先に花穂をつけ、多数の花をつける。萼は筒状で15脈があって5裂し、裂片は上側が長い。花冠は青色から紅紫色で、唇形になり、上唇は直立して2裂し凹頭となり、下唇は3裂し中央裂片が幅広い。雄蕊は4個あり、花外に長く突き出る。果実は4分果となり、卵形で滑らか。

## 分布
東アジアに1種あり、この他は北アメリカ大陸に分布する。

## 種

### 日本に分布する種
和名（別名）、学名はYistによる。
- カワミドリ Agastache rugosa (Fisch. et C.A.Mey.) Kuntze - 多年草で茎は直立する。茎は四角になり、高さ40-100cm。花は紅紫色。北海道・本州・四国・九州、朝鮮半島、中国大陸、シベリア東部に分布する[2]。「霍香（カッコウ）」の名で漢方に用いられる。

### その他の種
学名はAgastache The Plant Listから、および分布地
- Agastache aurantiaca (A.Gray) Lint & Epling – メキシコ
- Agastache breviflora (A.Gray) Epling – アリゾナ州からテキサス州、メキシコ
- Agastache cana (Hook.) Wooton & Standl. – ニューメキシコ州南部、テキサス州西部
- Agastache coccinea (Greene) Lint & Epling - メキシコ
- Agastache cusickii (Greenm.) A.Heller – アメリカ合衆国西中央部
- Agastache eplingiana R.W.Sanders - メキシコ
- Agastache foeniculum (Pursh) Kuntze – カナダ、アメリカ合衆国北部
- Agastache mearnsii Wooton & Standl. - メキシコ
- Agastache Mexicana (Kunth) Lint & Epling - メキシコ
- Agastache micrantha (A.Gray) Wooton & Standl. - アリゾナ州からテキサス州、メキシコ
- Agastache nepetoides (L.) Kuntze - カナダ東部からアメリカ合衆国中央部・東部
- Agastache occidentalis (Piper) A.Heller - アメリカ合衆国北西部
- Agastache pallida (Lindl.) Cory - アリゾナ州南部、メキシコ北部
- Agastache pallidiflora (A.Heller) Rydb. – コロラド州からメキシコ北東部
- Agastache palmeri (B.L.Rob.) Standl. - メキシコ北東部・中央部
- Agastache parvifolia Eastw. – カリフォルニア州北部
- Agastache pringlei (Briq.) Lint & Epling - アメリカ合衆国南部、メキシコ北東部
- Agastache rupestris (Greene) Standl. - アリゾナ州、ニューメキシコ州
- Agastache scrophulariifolia (Willd.) Kuntze - カナダ東部、アメリカ合衆国中央北部・東部
- Agastache urticifolia (Benth.) Kuntze - カナダ南西部からアメリカ合衆国西部
- Agastache wrightii (Greenm.) Wooton & Standl. - ニューメキシコ州、アリゾナ州、メキシコ

## ギャラリー
- Agastache aurantiaca
- Agastache foeniculum
- Agastache nepetoides
- Agastache scrophulariifolia
タイプ種
- Agastache urticifolia